# Ведьмак (2-й сезон)
Второй сезон фэнтезийного драматического сериала «Ведьмак», основанного на цикле произведений Анджея Сапковского о ведьмаке Геральте, вышел на экраны 17 декабря 2021 года. Тремя днями позже вышел спецвыпуск «Ведьмак: Разблокировано», включающий интервью с актёрами и авторами. Работа над вторым сезоном началась в конце 2019 года, ещё до премьеры первого сезона.

## Сюжет
Действие сериала происходит в вымышленном мире, похожем на Восточную Европу позднего Средневековья. Главные герои — ведьмак (бродячий охотник на чудовищ) Геральт из Ривии, его возлюбленная, чародейка Йеннифэр из Венгерберга, и его приёмная дочь — принцесса Цинтры Цири. Жизнь этих героев тесно связана с политическими интригами и с войнами между коалицией северных королевств (именно на их территории разворачивается основное действие) и южной империей Нильфгаард.
Шоураннер проекта Лорен Шмидт Хиссрич пообещала, что во втором сезоне сюжет станет «более сфокусированным». Литературной основой сценария стали книги Анджея Сапковского «Кровь эльфов» и «Час Презрения», а также как минимум один рассказ из сборника «Меч Предназначения».

## В ролях
Основной состав
- Генри Кавилл — Геральт из Ривии
- Аня Чалотра — Йеннифэр из Венгерберга
- Фрейя Аллан — княжна Цирилла
- Джои Бэти — Лютик
- Эймон Фаррен — Кагыр
- Мианна Бёринг — Тиссая де Врие
- Ройс Пирресон — Истредд
- Мими Дивени — Фрингилья Виго
- Уилсон Мбомио — Дара
- Анна Шаффер — Трисс Меригольд
- Махеш Джаду — Вильгефорц
- Том Кэнтон — Филавандрель
- Месия Симсон — Францеска Финдабаир
- Ким Бодниа — Весемир

Второстепенный состав
- Пол Бульон — Ламберт
- Бэзил Айденбенц — Эскель
- Ясен Атор — Койон
- Аиша Фабьен Росс — Лидия ван Бредевоорт
- Ларс Миккельсен — Стрегобор
- Терика Уилсон-Рид — Сабрина Глевиссиг
- Джереми Кроуфорд — Ярпен Зигрин
- Теренс Мэйнард — Арториус Виго
- Лилли Купер — Марта
- Аджоа Андо — Нэннеке;
- Кэсси Клер — Филиппа Эйльхарт;
- Лиз Карр — Фенн;
- Грэм Мактавиш — Сигизмунд Дийкстра;
- Кевин Дойл — Балиан;
- Саймон Кэллоу — Кодрингер;
- Сэм Хэзелдайн — Эредин Бреак Гласс (Король Дикой Охоты);
- Крис Фултон — Риенс[3].

Приглашённые актёры
- Кристофер Хивью — Нивеллен
- Агнес Бьорн — Вереена

## Список серий
| № общий | № в сезоне | Название                                     | Режиссёр       | Автор сценария               | Дата премьеры   |
| --- | ---------- | -------------------------------------------- | -------------- | ---------------------------- | --------------- |
| 9 | 1          | «Крупица истины» «A Grain of Truth»          | Стивен Сурджик | Деклан де Барра              | 17 декабря 2021 |
| Основано на рассказе «Крупица истины» из сборника «Последнее желание». После победы Северных королевств Геральт и Цири встречают на поле битвы Тиссаю, которая сообщает им, что Йеннифэр мертва. Путешествуя с Цири, Геральт останавливается, чтобы навестить своего друга Нивеллена, и обнаруживает, что жрица превратила его в зверя за разграбление храма. Ведьмак выясняет, что вампирша-брукса заставила жителей деревни бежать, а вернувшись в дом друга, видит, как брукса пьёт кровь Нивеллена. Он убивает бруксу, тем самым снимая проклятие с Нивеллена. Тот признаётся, что любил бруксу и ничего не сделал, чтобы помешать ей напасть на деревню, и что причиной проклятия было не разграбление храма, а изнасилование жрицы. Нивеллен умоляет Геральта убить его, но получает отказ. Тем временем в Аретузе Тиссая пытает Кагыра, чтобы получить информацию о Нильфгаарде. Фрингилья направляется в Цинтру вместе с взятой в плен Йеннифэр, но попадает в засаду по дороге. |            |                                              |                |                              |                 |
| 10 | 2          | «Каэр Морхен» «Kaer Morhen»                  | Стивен Сурджик | Бо де Майо                   | 17 декабря 2021 |
| Основано на книге «Кровь эльфов», частично на рассказах из сборников «Последнее желание» и «Меч Предназначения». Вождь эльфов Филавандрель захватывает Йеннифэр и Фрингилью в плен и отводит их к волшебнице Франческе Финдабаир. Та хочет, чтобы их убили, но Филавандрель утверждает, что они полезны в лесах, растущих на землях людей. Эльфы ведут раскопки рядом с разрушенным монолитом по приказу Франчески, к которой в её видениях являются фигуры в белых одеждах (она считает, что это эльфийская пророчица Итлинн). Йеннифэр и Фрингилья видят во снах фигуры в красных и чёрных мантиях соответственно. Они рассказывают Филавандрелю о своих сновидениях и предполагают, что могут помочь эльфам; тот обдумывает это, когда эльфы находят проход, ведущий к волшебной хижине в лесу. Трём волшебницам является Бессмертная Мать, загадочное существо, которое принимает разные формы для каждой: Йеннифэр видит молодую Тиссаю, Фрингилья императора Эмгыра, а Франческа — Итлинн. Бессмертная Мать открывает путь, который каждая из них должна пройти, чтобы исполнить самое главное желание. Волшебницы освобождены. Фрингилья присоединяется к Франческе, чтобы сформировать союз эльфов и нильфгаардцев; Йеннифэр пытается открыть портал, но обнаруживает, что потеряла магические способности. Геральт и Цири присоединяются к оставшимся ведьмакам в Каэр Морхене. Ведьмаки веселятся, когда их медальоны начинают вибрировать, указывая на приближение монстра. Геральт обнаруживает, что Эскель был заражён лешим и превратился в него. Тот говорит, что вернулся в поисках помощи, но не может контролировать свою чудовищную сторону и нападает на Весемира, вынуждая Геральта убить его. Понимая, что Каэр Морхен небезопасен, Геральт соглашается обучать Цири владению оружием.                      |            |                                              |                |                              |                 |
| 11 | 3          | «Что утрачено» «What Is Lost»                | Сара О'Горман  | Лорен Хиссрич и Клэр Хиггинс | 17 декабря 2021 |
| Основано на книге «Кровь эльфов», а также частично на рассказах из сборников «Последнее желание» и «Меч Предназначения». Цири продолжает тренироваться в фехтовании, выносливости и ловкости. Весемир изучает мутировавшего лешего. Йеннифэр направляется в Аретузу и там узнаёт, что её подозревают в неверности Братству. Чародейке приказывают снять с себя подозрения, казнив Кагыра. Однако она освобождает пленника и сбегает вместе с ним. Беременная Франческа Финдабаир и эльфы поселяются в Цинтре под защитой Нильфгаарда. В Каэр Морхене Геральт рассказывает Цири, что та, возможно, унаследовала магические способности от своей матери. Вдвоём они выслеживают лешего; во время битвы появляется похожее на многоножку чудовище и убивает лешего, а затем преследует Цири. Геральт убивает многоножку. |            |                                              |                |                              |                 |
| 12 | 4          | «Реданская разведка» «Redanian Intelligence» | Сара О'Горман  | Снеха Курс                   | 17 декабря 2021 |
| Основано на книге «Кровь эльфов», а также частично на рассказах из сборников «Последнее желание» и «Меч Предназначения». По приглашению Геральта Трисс Меригольд прибывает в Каэр Морхен чтобы учить Цири магии. Геральт, Цири и Трисс исследуют происхождение многоножки и лешего и обнаруживают, что те связаны с монолитами. Цири признаётся, что разрушила монолит в Цинтре. Трисс направляет Геральта к Истредду, известному специалисту по изучению монолитов. Весемир обнаруживает, что в жилах Цири течёт «Старшая кровь», которая долгое время считалась исчезнувшей и по слухам была ингредиентом мутагенов, используемых для создания ведьмаков. Йеннифэр и Кагыр сбегают в северный город Оксенфурт, где притесняют эльфов. В Редании Сигизмунд Дийкстра и Филиппа Эйльхарт, главный шпион короля Визимира и его придворный маг соответственно, начинают планировать захват Цинтры. Они вербуют посаженного в тюрьму эльфа Дару в качестве информатора. Тем временем Йеннифэр и Кагыр обнаруживают, что человек, известный как Кулик и переправляющий эльфов в Цинтру, — Лютик. С его помощью Йеннифэр, Кагыр и Дара садятся на корабль, направляющийся в Цинтру. Сразу после прощания Йеннифэр понимает, что Лютик попал в беду. |            |                                              |                |                              |                 |
| 13 | 5          | «Повернись спиной» «Turn Your Back»          | Эд Базалджетт  | Хейли Холл                   | 17 декабря 2021 |
| Основано на книге «Кровь эльфов», а также частично на рассказах из сборников «Последнее желание» и «Меч Предназначения». Огненный маг Риенс выходит из тюрьмы и получает от волшебницы Лидии, которая служит неизвестному хозяину, задание найти Цири. Геральт и Истредд отправляются к рухнувшему монолиту рядом с Цинтрой. Йеннифэр, сойдя с корабля, спасает Лютика от Риенса; затем их арестовывают городские стражники. Весемир раскрывает Цири свой план по созданию новых ведьмаков. Цири настаивает на том, чтобы стать первым кандидатом. Исследуя руины монолита, Геральт и Истредд выдвигают гипотезу, что монолиты — это врата, которые при активации позволяют монстрам проникнуть в их мир. Геральт узнает от Истредда, что Йеннифэр жива. Трисс, пытаясь отговорить Цири, проводит ритуал в надежде обнаружить источник её силы. Она раскрывает пророчество Итлинн о том, что дитя Старшей крови разрушит мир. Силы Цири активируют монолит Цинтры и появляется Чернобог, который затем улетает. Геральт возвращается в Каэр Морхен, не давая Цири принять участие в превращении. Кагыр прибывает в Цинтру. Йеннифэр вызывает Бессмертную Мать и исчезает; ей поручено доставить Цири за пределы Цинтры. |            |                                              |                |                              |                 |
| 14 | 6          | «Дорогой друг...» «Dear Friend»              | Луиз Хупер     | Мэтью д'Амброзио             | 17 декабря 2021 |
| Основано на книге «Кровь эльфов», а также частично на рассказах из сборников «Последнее желание» и «Меч Предназначения». Геральт уводит Цири из Каэр Морхена. На них нападает Чернобог, и Геральту удаётся убить монстра, но его лошадь Плотва погибает. В Каэр Морхене Весемир и Трисс попадают в засаду Риенса, который крадёт мутаген и скрывается. Геральт и Цири отправляются в храм Мелитэле: ведьмак надеется, что там Цири научится контролировать свои силы. Они встречают Йеннифэр, прибывшую в храм вскоре после них. Франческа благополучно рожает первого за много лет эльфийского ребёнка. Кагыр сообщает Фрингилье, что Эмгыр скоро посетит Цинтру. Истредд обнаруживает связь между Цири и Ларой Доррен, легендарной эльфийской воительницей. Йеннифэр говорит Геральту, что Лютик в беде, и его преследует огненный маг, который, как догадывается Геральт, ищет Цири. Риенс появляется в храме с братьями Мишле. Геральт велит Йеннифэр забрать Цири, пока он сдерживает Риенса. Тот убегает, Йеннифэр и Цири исчезают в портале. Трисс рассказывает Тиссае, что в Цири течёт старшая кровь. |            |                                              |                |                              |                 |
| 15 | 7          | «Волет Мейр» «Voleth Meir»                   | Луиз Хупер     | Майк Островский              | 17 декабря 2021 |
| Основано на книге «Кровь эльфов», а также частично на рассказах из сборников «Последнее желание» и «Меч Предназначения». Йеннифэр и Цири переносятся в дом женщины, которая прежде приютила Цири, и обнаруживают, что её семья убита Риенсом. Геральт освобождает Лютика из тюрьмы и просит помочь найти Йеннифэр и Цири. Тот рассказывает ведьмаку, что чародейка утратила свои способности, и вспоминает заклинания, которые она бормотала; Геральт узнаёт слова и понимает, что Йеннифэр находится в союзе с Бессмертной Матерью или Волетом Меиром, демоном, питающимся болью. Геральт и Лютик присоединяются к гномьему отряду Ярпена Зигрина. Рождение ребёнка Франчески заставляет эльфов пересмотреть приоритеты, и они решают сосредоточиться на восстановлении, а не на борьбе за Нильфгаард. Франческа говорит обеспокоенной Фрингилье, что она ценит кровные узы больше, чем дружбу. Фрингилья едет в Аретузу, чтобы попросить помощи у своего дяди Арториуса, но тот отсылает её, заявив, что с самого начала она не имела власти в Нильфгаарде. Фрингилья убивает четырёх генералов Белого Пламени и запугивает Кагыра, заставляя его поручиться за неё перед императором. Тиссая рассказывает Вильгефорцу, что Цири предала Трисс. Дара прекращает шпионить в пользу Дийкстры. Цири случайно читает мысли Йеннифэр и видит её предательство. Она выходит из себя и привлекает внимание нильфгаардского патруля, но Геральт, Лютик и Ярпен прибывают вовремя, чтобы победить нильфгаардцев. Геральт направляет клинок на Йеннифэр и приказывает Ярпену и Лютику отвести Цири в Каэр Морхен. Йеннифэр читает заклинание. В замке Франческа просыпается и обнаруживает, что её ребёнок убит. Её вспышка боли дает Волет Меиру силу вырваться на свободу; Геральт и Йеннифэр прибывают, когда демон убегает из хижины. |            |                                              |                |                              |                 |
| 16 | 8          | «Семья» «Family»                             | Эд Базалджетт  | Лорен Хиссрич                | 17 декабря 2021 |
| Основано на книге «Кровь эльфов», а также частично на рассказах из сборников «Последнее желание» и «Меч Предназначения». В Каэр Морхене одержимая Цири убивает спящих ведьмаков. Выжившие вместе с Йеннифэр и Лютиком планируют изгнать Волет Меир из Цири. Волет Меир находит монолит, спрятанный в зале Каэр Морхена, и с помощью портала призывает нескольких василисков. Геральт и Весемир пытаются сдержать Цири, пока остальные ведьмаки сражаются с монстрами. Обвиняя северные королевства в убийстве своего новорожденного ребёнка, Франческа убивает человеческих младенцев в Редании. Йеннифэр предлагает себя в качестве тела, в которое вселится Волет Меир, и просит у Цири прощения. Цири освобождается от контроля Волет Меир и вместе с Геральтом и Йеннифэр переносится в неизвестный мир, где Волет Меир покидает тело Йеннифэр. Цири и остальные видят Дикую Охоту, которая планирует похитить Цири, чтобы Волет Меир вновь заняла её тело и присоединилась к Дикой Охоте. Вернувшись в Каэр Морхен, Йеннифер обнаруживает, что вновь обрела силы. Геральт понимает, что пребывание Цири в Каэр Морхене слишком опасно. Сделав вывод, что Весемир охотится на Цири, Братство и оставшиеся монархи Северных королевств объявляют награду за голову княжны и её защитников. Истредд сообщает Франческе, что в Цири течёт Древняя кровь, и та понимает, что Цири — надежда эльфов на спасение. Император Эмгыр появляется в Цинтре и признаётся, что ребёнок Франчески убит по его приказу. Император приказывает арестовать Кагыра и Фрингилью за то, что те солгали ему, после чего выясняется, кем на самом деле является император. |            |                                              |                |                              |                 |

## Производство и оценки
Решение о съёмках второго сезона создатели сериала приняли ещё до премьеры первого сезона. В СМИ появлялись сообщения о том, что съёмки начнутся в начале 2020 года, а пре-продакшн должен был начаться ещё в ноябре 2019 года. Второй сезон снимали не в Венгрии, как первый, а в Лондоне. Премьера была назначена на начало 2021 года, но съёмки несколько раз прерывались из-за пандемии коронавируса, а также из-за травмы Генри Кавилла. 1 апреля 2021 года было, наконец, официально объявлено о завершении съёмочного процесса. Премьера состоялась 17 декабря 2021 года.
Главные роли во втором сезоне сыграли те же актёры — Генри Кавилл, Аня Чалотра и Фрейя Аллан; молодого Геральта сыграл Александр Сквайрс. Сезон включает восемь серий.
Критики встретили второй сезон скорее положительно. По данным Rotten Tomatoes, 94 % рецензий критиков были положительным; по данным Metacritic, средняя оценка критиков составила 68 из 100. 32 % читателей русскоязычного портала «Канобу» назвали сезон лучшим сериалом 2021 года. При этом на сайте VGTimes упоминаются недостатки сюжета второго сезона (в частности, нарушение логики происходящего), ряд примеров несоблюдения идеи, сути и духа оригинального повествования, «порча» классических персонажей, взятых из книг и видеоигр. Ещё одна причина для критики — неудачный подбор актёров на второстепенные роли и подстройка сериала под запросы «прогрессивной общественности» в США и Западной Европе, то есть большее внимание не к развитию персонажей и сюжетной линии, а к темам расизма, сексизма, феминизма, ЛГБТ+ и инклюзивности. Был отмечен явный дефицит врагов главных героев в сезоне. К положительным сторонам второго сезона отнесены отсутствие прыжков во времени, происходивших в первом сезоне, персонаж Геральт, каноничный внешний вид Цири, изменения персонажа Трисс Меригольд, появление новых хорошо прорисованных монстров, а также то, что «уровень экшена… заметно вырос».